# Dicranota trichopyga
Dicranota trichopyga är en tvåvingeart som beskrevs av Alexander 1966. Dicranota trichopyga ingår i släktet Dicranota och familjen hårögonharkrankar. Inga underarter finns listade i Catalogue of Life.